# 野生稻
野生稻（學名：Oryza rufipogon），又称鬼仔稻、鬼稻、紅鬚稻，是一个野生稻种（但并非水稻的品种），目前作为人类重要食糧的稻米可能由其演化而来。在世界多处都有分布，台灣從桃園到新竹之間的水塘有發現的紀錄，原以為絕種，約1979年在桃園地區又再次發現，而復育在苗栗農改場及臺大校園。
中国大陸列為國家二級保護植物，不允許隨意採集和出售，但是可以作為科學研究並培育野生稻雜交種。

## 特徵
野生稻为多年生型，地下茎发达，分茎之发育旺盛，可由倒伏茎的高节位发根、发芽而再生。由于叶狭窄，幼时难与李氏禾区别，开花时才易于识别。茎带红色，尤叶鞘与节红色较深；叶鞘有一轮白柔毛。谷粒颜色多样，有黑紫色到金黄色；粒型异质，有中细长到圆短状。芒为红色且特别长。
由于野生稻之稻米产量远低于栽培稻，稻穗稀疏谷粒较小，成熟时容易自动脱落，又多年生，不适合人类种植，但因长期在自然环境下繁殖，可能演化出各种对抗逆境的耐性，如水灾、旱灾、病害、虫害等，可提供栽培稻育种时所需抗逆境特性。

## 入侵物种
野生稻是一種入侵物種且被美國列為“有害雜草”。它同樣被阿拉巴馬、加州、佛羅里達、馬薩諸塞、明尼蘇達、北卡羅來納、俄勒岡州，南卡羅來納州和佛蒙特州列為有害雜草。 據北美植物保護協會所稱，野生稻能很好地在馴化稻裡混雜生長，以至於他們很難被偵測到。在這種場合下，野生稻會跟馴化稻競爭空間和肥料。野生稻能在馴化稻的收割期前早一步散播種子，所以每次輪耕都總會有少數野生稻存活下來。另外，從野生稻所收割下來的稻米在外觀上與白米有所區隔，所以會被視作外來雜質而不會被消費者所食用。